# Загот, Евгений Михайлович
Евгений Михайлович Загот (род. 21 августа 1976 года в Москве) — композитор, дирижёр, музыкальный продюсер, аранжировщик. Член Союза композиторов России.

## Образование
Окончил Государственное Музыкальное Училище Эстрадно-Джазового Искусства по классу фортепиано и эстрадного вокала (1996), композиторский факультет Московской государственной консерватории им. П. Чайковского (класс профессора А. Николаева, 2001).

## Творчество и профессиональная деятельность

### Композитор мюзиклов
- Последняя сказка (Театр МДМ, Москва)
- Есенин (Ростовский государственный музыкальный театр)
- «Айсвилль» - А капелла мюзикл («Театр на Садовой», г. Санкт-Петербург) [1]
- «Три товарища» (Пермский Театр-Театр)
- «День Влюбленных (Бродвей Москва)
- «Декабристы»  (Свердловский Театр Музкомедии[2], Иркутский Музыкальный Театр[3])
- «Винил» (Пермский Театр-Театр[4], Красноярский Музыкальный Театр[5], Калининградский Музыкальный Театр[6], Северский Музыкальный Театр[7])
- Вий (STAIRWAY Creative Lab)
- «Капитанская Дочка» (Алтайский Музыкальный Театр[8])
- «Робин Гуд» (Новосибирский Театр «Глобус»[9], Ивановский Музыкальный Театр[10], Марийский Театр Оперы и Балета[11], Калининградский Музыкальный Театр[12])
- «Волшебник Изумрудного Города» (Краснодарский музыкальный театр «Премьера»[13], Алтайский Музыкальный Театр[14], Хабаровский Музыкальный Театр[15])
- Остров Сокровищ (ПЦ „Триумф“)
- Лукоморье (ПЦ «Триумф»)

Композитор ледовых мюзиклов:
- «Аладдин и Повелитель огня» (Stage Entertainment Russia)[16]
- Синдбад и принцесса Анна" (Stage Entertainment Russia)[17]

Композитор мюзикла на воде
"Сон в летнюю ночь (Москвариум и «Красный квадрат»)

### Музыка к фильмам
Автор музыки к фильмам:
- «Команда мечты (2019, реж. Филипп Абрютин, Максим Зыков)
- „Доктор“ (2014, режиссёр Анна Гороян)
- „Режим полного погружения“ (2012, режиссёр Евгений Барханов)
- „Живало-Бывало“ (2013, режиссёр Евгений Барханов)
- „Командой 20 А“
- „Куда глаза глядят“

Музыкальный продюсер и соавтор фильма
„Не бойся, я с тобой! 1919“

### Музыкальный руководитель
Музыкальный руководитель и главный дирижёр мюзиклов:
- „Mamma Mia!“ (Stage Entertainment Russia)
- „Шахматы (Бродвей Москва)
- “Первое свидание (Бродвей Москва)

Музыкальный супервизор и дирижёр мюзикла
„Золушка“, (Stage Entertainment Russia)
Музыкальный продюсер, аранжировщик и главный дирижёр:
- проекта „Большой мюзикл (телеканал Россия — Культура)
- национального кастинга на ТВЦ “Найди Чудовище (Stage Entertainment Russia&ТВЦ)
- оперы-мюзикла „Я — Эдмон Дантес“ (Девятая Муза)
- мюзикла „Любовь и Шпионаж“ (RuArts Productions)[18]
- мюзикла »Стиляги (Театр Наций)
- мюзикла «День Влюбленных» (Бродвей Москва)

Музыкальный руководитель и аранжировщик
- мюзикла «Алые Паруса» (Свердловский театр музкомедии[19], ООО «Русский Мюзикл»[20])

### Музыкальный продюсер
Музыкальный продюсер и аранжировщик ледовых арена-шоу:
- «Три Мушкетера» (Stage Entertainment Russia)[21]
- «Аладдин и Повелитель Огня» (Stage Entertainment Russia)
- «Синдбад и принцесса Анна» (Stage Entertainment Russia)

Музыкальный продюсер и дирижёр концертного шоу
- «Волшебное созвездие Дисней» (Ice Musical)[22]

### Приглашённый дирижёр
- «Призрак оперыStage Entertainment Russia)
- »Поющие под дождём" (Stage Entertainment Russia)

Артист инструментального ансамбля
в мюзикле группы «Queen» «We Will Rock You» (клавишные)
Автор симфонических ремиксов
для Линды и SMASH!!
Автор концептуальных работ для «Хора Турецкого»:
- «VERDIMANIA»
- «Чайковский-Дайджест»
- «Фигаро тут, Фигаро там!»
- «Религии Мира»

Автор аранжировок для концертной программы
Дима Билан «30 лет. Начало» с Венским симфоническим оркестром
Автор музыки к передачам на ТВЦ:
- В центре событий * «Добрый вечер, Москва!»
- «Деловая Москва»
- «Лицом к городу»
- «События»
- События. 25-й час * «Найди Чудовище»
- «Выборы 2012»
- «Линия защиты»

## Премии и награды
- 2007 — Обладатель национальной премии «Музыкальное сердце театра» в номинации «лучший дирижёр» («Mamma Mia!», Stage Entertainment Россия)
- 2012 — Обладатель национальной премии «Музыкальное сердце театра» в номинации «лучшая аранжировка/оркестровка» («Алые Паруса», Свердловский театр музкомедии)
- 2015 — Лауреат фестиваля «Песня Года»[23] (Песня «Не на века» Е.Загот — К. Ареснев, в исполнении Л. Долиной)
- 2019 — Дипломант национальной премии «Золотая Маска» в номинации «лучший композитор» («Винил», Красноярский Музыкальный Театр)[24]
- 2021 — Обладатель национальной премии «Музыкальное сердце театра» в номинации «лучшая музыка (композитор)» («Винил», Северский музыкальный театр)[25]
- 2022 — Лауреат премии «Золотая маска» в номинации «Оперетта-мюзикл / работа дирижёра» («Шахматы», Театр МДМ, Москва)[26][27]
- 2024  — Обладатель национальной премии «Музыкальное сердце театра» в номинации «лучшая оркестровка» («Айсвилль», Театр на Садовой, Санкт-Петербург)[28]

Мюзикл «Винил» (Красноярский Музыкальный Театр) — лауреат «Золотой Маски» в номинации «лучший дирижёр». (2019)
Мюзикл «Винил» (Пермский Театр-Театр) — лауреат «Золотой Маски» в 5 номинациях, включая «лучший музыкальный спектакль года». (2020)
Мюзикл «Вий» (STAIRWAY LAB) — обладатель премии «Звезда Театрала» в номинации «лучший Музыкальный спектакль года». (2020)
Мюзикл «Капитанская дочка» (Алтайский Музыкальный Театр) — лауреат премии «Золотая Маска» в номинации «Лучшая женская роль» (Мария Евтеева, 2021)
Мюзикл «Декабристы» (Музыкальный театр им. Н. М. Загурского, Иркутск) — 6-кратный номинант на премию «Золотая Маска» (2022).
Мюзикл «Три товарища» (Театр — Театр, Пермь) — лауреат премии «Золотая Маска» (2023) в номинациях «Оперетта/Мюзикл. Лучший спектакль» и «Оперетта/Мюзикл. Лучшая работа дирижёра» 
Мюзикл «Айсвилль» («Театр на Садовой», г. Санкт-Петербург) - обладатель премии  «Музыкальное сердце театра» в номинации «Лучший спектакль малой формы» (2024)

## Интервью
Евгений Загот: «Наш оркестр ничем не хуже бродвейского» — о мюзикле «Mamma Mia!»
Евгений Загот: «Если нас просто веселят, мы думаем, что нас обманули» — о мюзикле «Винил»
Евгений Загот: надо отпустить ребёнка — о мюзикле «Робин Гуд»
Российская Газета — о мюзикле «Декабристы»